# Anomis impasta
Anomis impasta är en fjärilsart som beskrevs av Achille Guenée 1852. Anomis impasta ingår i släktet Anomis och familjen nattflyn. Inga underarter finns listade i Catalogue of Life.